# Eugène Girardet

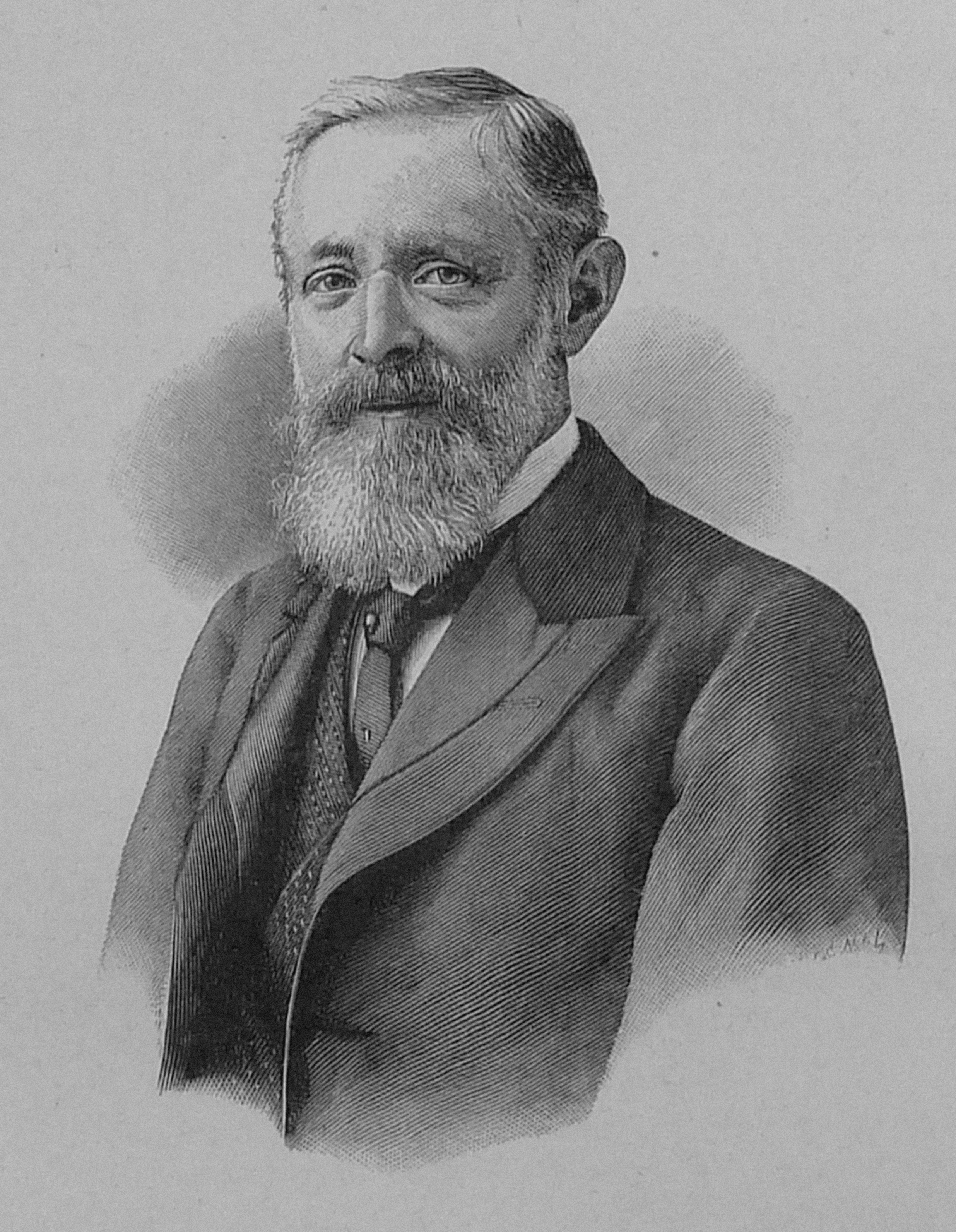
Eugène Girardet

Eugène Alexis Girardet (* 31. Mai 1853 in Paris; † 5. Mai 1907 ebenda) war ein französischer Maler und Radierer des Orientalismus.
Eugène Girardet stammte aus einer Schweizer Hugenottenfamilie und war ein Sohn des Kupferstechers Paul Girardet und Bruder der Künstler Julia Antonine Girardet, Jules Girardet, Léon Girardet, Paul Armand Girardet und Théodore Girardet.
Girardet erlernte bei seinem Vater die Kunst des Kupferstichs. Er studierte an der École des Beaux-Arts in Paris im Atelier von Jean-Léon Gérôme. Gérôme ermutigte ihn 1874, Nordafrika zu besuchen, darunter Marokko und  Tunesien sowie auch Spanien.
Ab 1879 unternahm er acht Reisen nach Algerien, besuchte hauptsächlich den Süden des Landes um die Oasen von Biskra, Bou Saâda und El Kantara, wo er den Orientmaler Étienne Dinet traf. 1898 ging er nach Ägypten und Palästina. Er stellte Genreszenen des nomadischen Lebens oder Wüstenlandschaften dar. Anders als andere Orientmaler schuf er keine Haremszenen. Er unterrichtete an der Pariser Académie Julian.
Er stellte auf dem Salon der Nationalen Gesellschaft der Schönen Künste, auf dem Salon der Gesellschaft französischer orientalischer Maler, auf dem Pariser Salon, auf der Weltausstellung Paris 1900, wo er eine Goldmedaille gewann, und der Kolonialausstellung von Marseille 1906 aus. Er zeigte auch seine Werke auf der Großen Berliner Kunstausstellung (1891, 1896, 1899, 1901) und im Münchener Glaspalast (1888, 1897).
Eugène Girardet starb 1907 in Paris und wurde auf dem Friedhof Père-Lachaise begraben.
Seine Werke befinden sich im Pariser Musée d’Orsay und in den Museen in Dijon, Nantes, Troyes sowie in Zürich, Genf, New York und Algier.

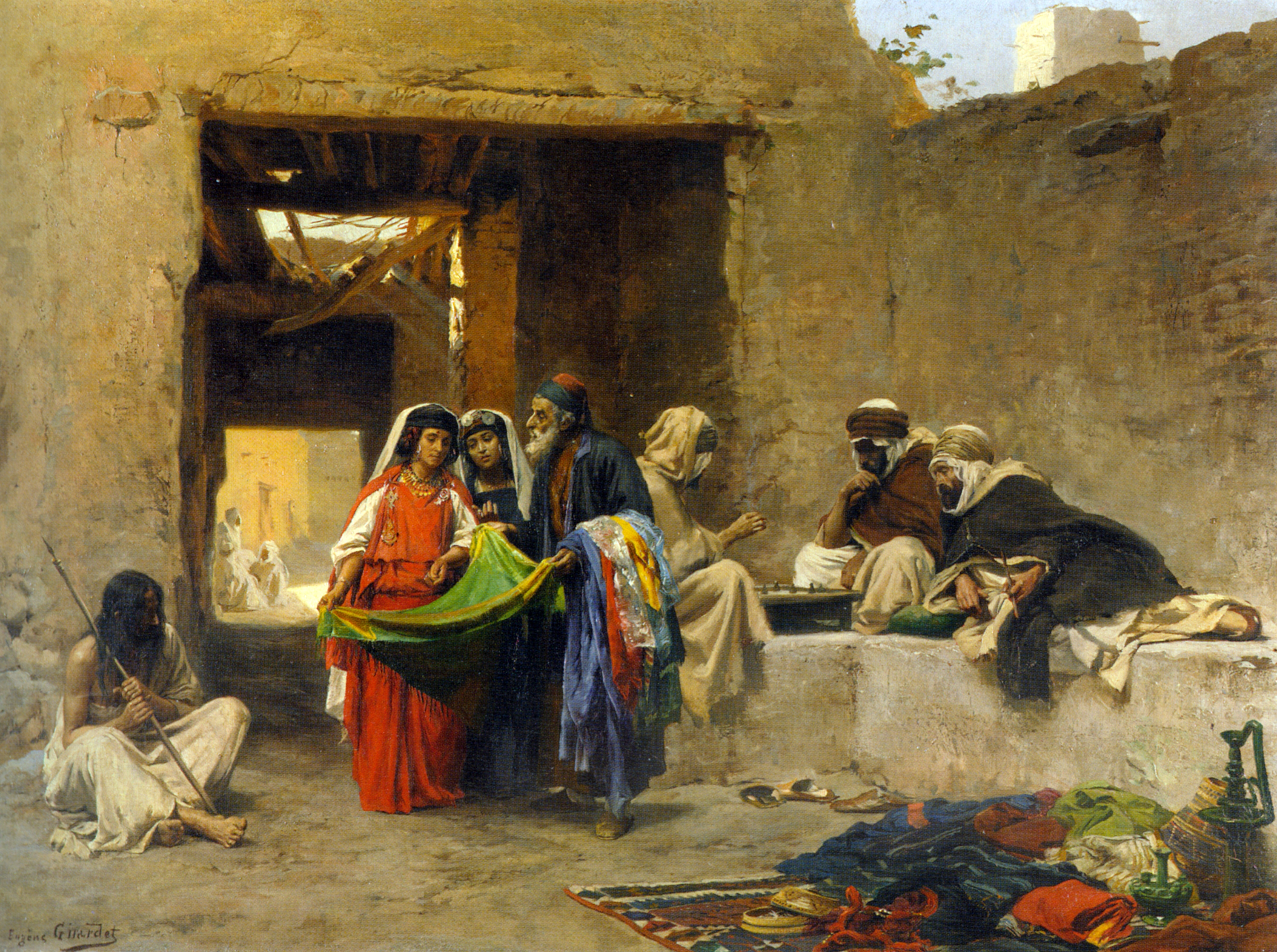
Auf dem Markt
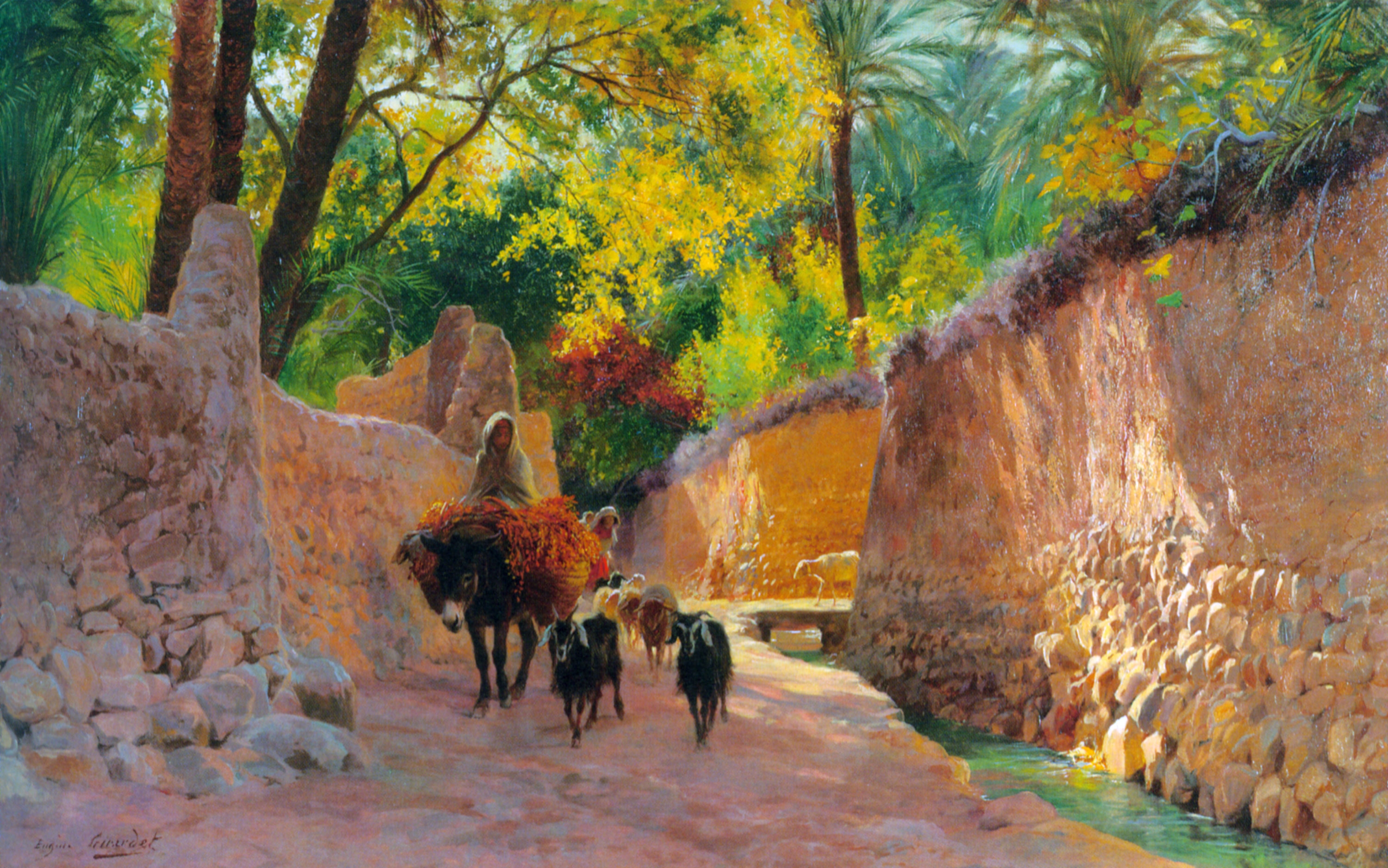
Unterwegs
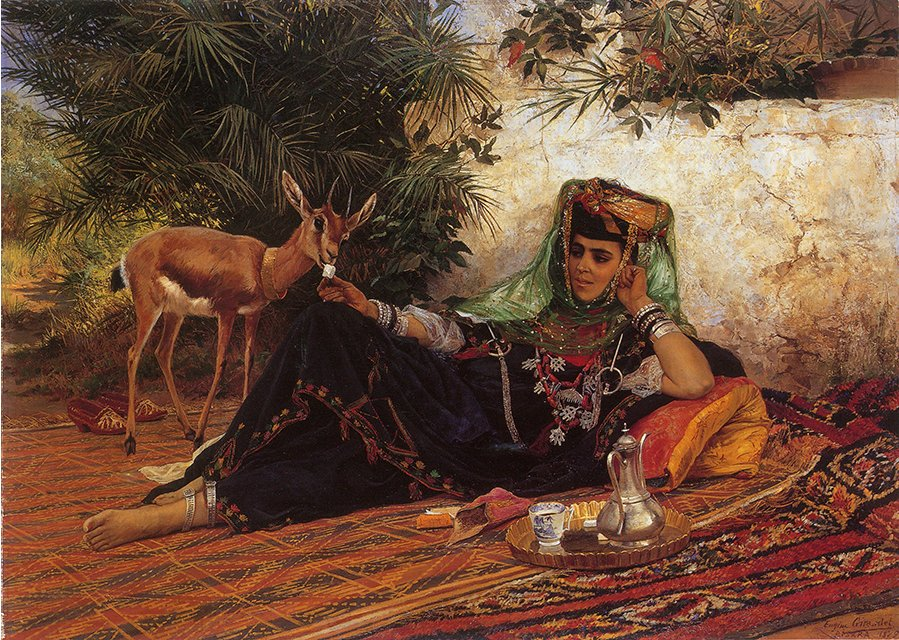
Die zahme Gazelle
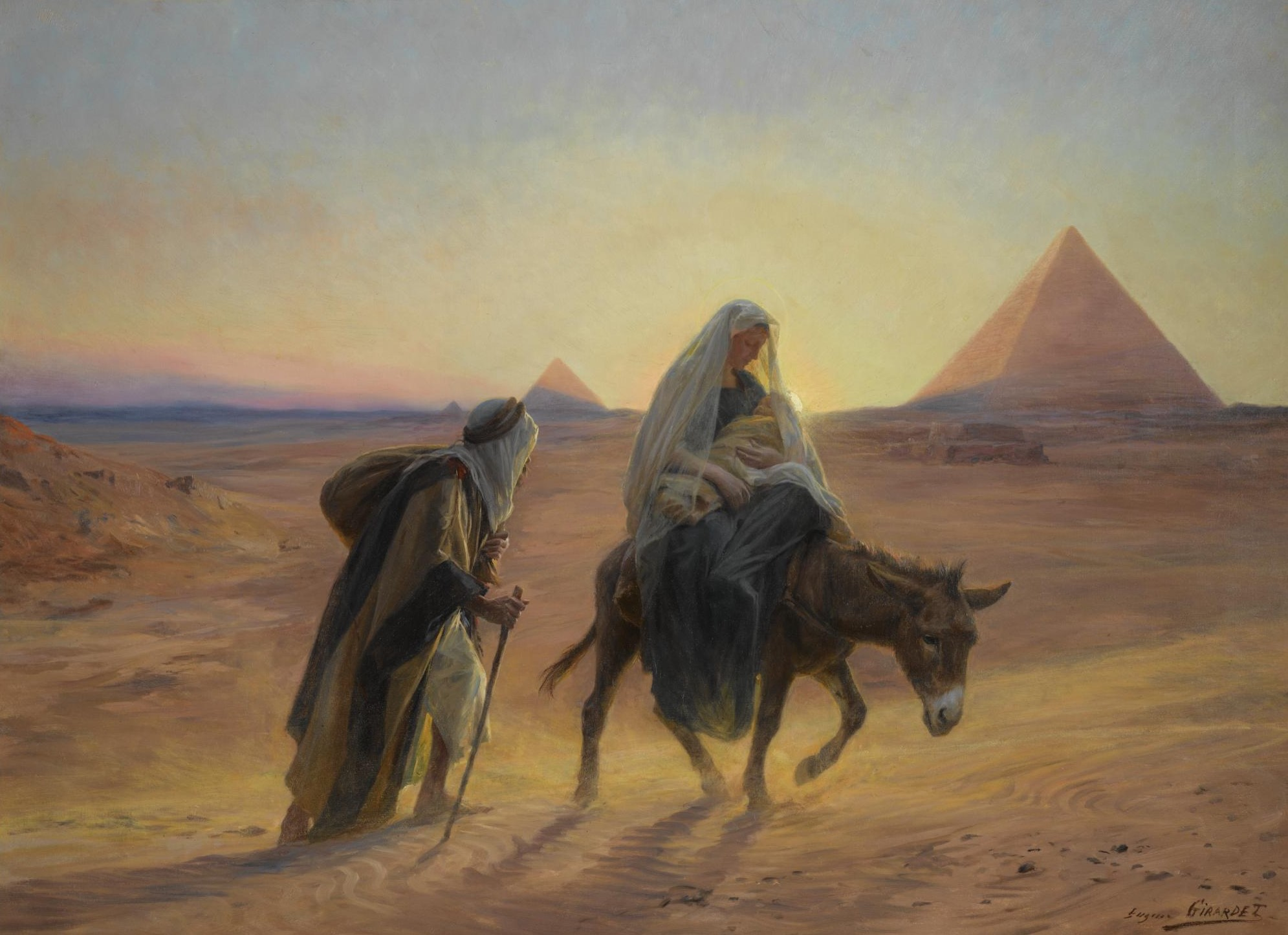
Flucht nach Ägypten